# Estación Coronel Dorrego
Coronel Dorrego es una estación ferroviaria, ubicada en el Partido de Coronel Dorrego, en la Provincia de Buenos Aires, Argentina.

## Servicios
Es una estación del Ferrocarril General Roca en el ramal entre Tandil y Bahía Blanca. No presta servicios de pasajeros.
Por sus vías transitan trenes de carga de la empresa Ferrosur Roca.